# بيمولا كوماري
سارومبام بايمولا كوماري ديفي هي طبيبة هندية ورئيسة الأطباء في منطقة غرب إمفال في ولاية مانيبور الهندية. تعمل في الخدمة الطبية بولاية مانيبور منذ عام 1979، وتعمل في الغالب في المناطق الريفية. ترأست مكتب سلامة الأغذية خلال زيارتين لرئيس وزراء الهند، ناريندرا مودي، إلى الولاية. في عام 2015، كُرمت كوماري من قبل حكومة الهند بجائزة بادما شري، وهي رابع أعلى جائزة مدنية هندية. وهي حائزة أيضًا على جائزة الدكتور بي آر أمبيدكار الدولية لعام 2014.